# قصص رعب 2 (فلم)
قصص رعب 2 (بالهانغول: 무서운 이야기 2؛ بالرومنة: Mu-seo-un Iyagi 2) هو فيلم رعب كوري جنوبي من إنتاج عام 2013 مكون من أربع قصص مختلفة أخرجها أربع مخرجون.
عرض هذا الفيلم في دورة عام 2013 لمهرجاني بتشون الدولي لأفلام الخيال وسيتجيس للأفلام. وفاز بالجائزة الفضية في مسابقة الأفلام الدولية بدورة عام 2014 لمهرجان بروكسل الدولي لأفلام الخيال.
يبدأ الفيلم بقصة "444"، وهي عن امرأة لها قدرة خارقة على التواصل مع الموتى، تقف في مستودع أحد شركات التأمين باحثةً في ثلاث ملفات قضايا غشٍ واحتيال في تعويضات التأمين. تبدأ أولًا بقضية قصة "الهاوية"، وهي عن صديقين يذهبان للمغامرة في الغابة دون إخبار أحد، ثم يعلقون على حافة هاوية منتظرين النجدة. تأتي ثانيًا لقضية قصة "الحادث"، وهي عن ثلاث فتيات محبطات يذهبن في رحلة لكي يتناسَين فشلهن في امتحان شهادة المعلمات، يحصل لهن حادث سيارة فيحول رحلتهن إلى كابوس. تأتي أخيرًا لقضية قصة "الهروب"، وهي عن معلم متدرِّب يقابل طالبةً تعطيه تعويذات سحر أسود فيحبس بسببهم في مدخل الجحيم.
هذا الفيلم هو الجزء الثاني لفيلم قصص رعب، والذي كان بنفس النمط ولكن بخمس قصص وأخرجه خمس مخرجون.

## القصص

### البداية (444)
يبدأ الفيلم بامرأة ذات قدرات خارقة في التواصل مع الموتى تدعى (سي يونغ)، يقرِّر رئيسها السيد (بارك) أن يختبر قدراتها، فيدعوها في إحدى الليال إلى مخزن شركة تأمين مليء بملفات وتقارير قضايا عديدة، وذلك بعد مغادرة كل العاملين بالشركة المكان. يختار السيد (بارك) ثلاث قضايا مشكوك فيها ويطلب من (سي يونغ) أن تحكي له ما حدث بالضبط، أثناء ذلك تلاحظ (سي يونغ) وجود هالة سوداء حول السيد (بارك) فتحاول تحذيره منها، ومع نهاية كل قصة تلاحظ أنَّ الهالة تزداد سوادًا وحجمًا.

#### طاقم العمل
- إخراج مين كيو دونغ Min Kyu-dong
- لي سي يونغ في دور سي يونغ
- بارك سونغ وونغ في دور السيد بارك

### الهاوية
(بالهانغول: 절벽؛ بالرومنة: Jeol-byeok). هذه القصة مقتبسة من ويبتون "الهاوية" من تأليف أو سيونغ داي. مدة القصة: 23 دقيقة.
صديقان يقعان من أعلى منحدر أثناء قيامهما برحلة مشي في الغابة، يقعان على صخرة هاوية ولا يتمكنان من الصعود مجددًا، في أثناء انتظارهما للنجدة تنهار صداقتهما سريعًا بسبب شجارهما على قطعة شوكولاتة واحدة، كلاهما يتضوران جوعًا وعلى أحدهما أن يأكلها وينجو وبالتالي سيموت الآخر.

#### طاقم العمل
- إخراج كيم سونغ هو Kim Sung-ho
- سونغ جون في دور دونغ ووك
- لي سو هيوك في دور سونغ كيون
- نوه كانغ مين في دور الطفل

### الحادث
(بالهانغول: 사고؛ بالرومنة: Sa-go). مدة القصة: 23 دقيقة.
ثلاث فتيات (جي أون ومي را وسن جو) محبطات لفشلهن في امتحان شهادة المعلمات يذهبن في رحلة إلى الجبال ليسلّين أنفسهن ويتناسَين الأمر، لكنَّهن يقمن بحادث تتدمر فيه سيارتهن، ورغم إصابتهن بسبب الحادث إلا أنَّهن يقرِّرن المشي باتجاه ضوءٍ خافتٍ قادم من الجبل بحثًا عن مساعدة.

#### طاقم العمل
- إخراج كيم هوي Kim Hwi
- بيك جين هي في دور كانغ جي أون
- كيم سول جي في دور يون مي را
- جونغ إن سن في دور جيل سن جو
- كيم جي تشون في دور ساكن الجبل

### الهروب
(بالهانغول: 탈출؛ بالرومنة: Tal-chool). مدة القصة: 30 دقيقة.
يصبح المعلم المتدرِّب (بيونغ شين) محطَّ سخرية طلابه في يومه الأول بالمدرسة كمعلم، يقابل بعدها فتاة مهووسة بالسحر الأسود تدعى (تان هي)، تملي عليه تعاويذًا بحجة أنها لمساعدته على تخطي الأمر، يتَّبع التعاويذ وينفذ ما فيها فيجد نفسه محبوسًا في مدخل الجحيم.

#### طاقم العمل
- إخراج جونغ بوم سك Jung Bum-sik
- غو كيونغ بيو في دور غو بيونغ شين
- كيم جي وون في سا تان هي
- كيم يي يون في دور حبيبة بيونغ شين

## روابط خارجية
- مقالات تستعمل روابط فنية بلا صلة مع ويكي بيانات